# Kinlochewe
Kinlochewe (schottisch-gälisch: Ceann Loch Iù) ist ein kleiner Ort in der Council Area Highland in Schottland. Er liegt in den Highlands südlich von Loch Maree und am nordwestlichen Talausgang des Glen Docherty. 

## Namensgebung
Der Name von Kinlochewe ist auf die frühere Bezeichnung von Loch Maree zurückzuführen, das bis um 1700 als Loch Ewe bezeichnet wurde. Zur Unterscheidung von der Meeresbucht Loch Ewe erhielt Loch Maree seinen heutigen Namen, angelehnt an den Heiligen Mealrubha, auf den die Christianisierung der Gegend zurückgeführt wird. Kinlochewe behielt trotz der Umbenennung des Sees seinen Namen, der so viel wie „Kopf von Loch Ewe“ bedeutet. Der Ort wie auch die gleichnamige Kinlochewe Estate gehörte dem Clan Mackenzie.

## Infrastruktur und Tourismus

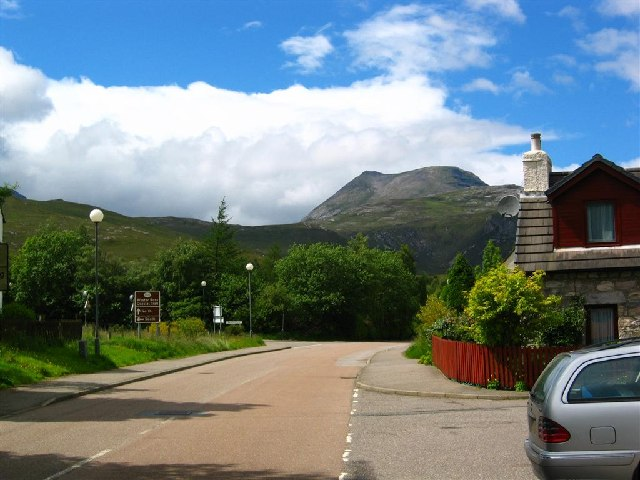
Kinlochewe, Blick zum Beinn Eighe

Kinlochewe ist ein regionaler Straßenverkehrsknoten an der A832 zwischen Ullapool, Gairloch und Achnasheen und der abzweigenden A896 nach Torridon und Shieldaig sowie zur Halbinsel Applecross. Es ist ein beliebter Ausgangspunkt für Wanderungen und Klettertouren in den Bergen der Umgebung. Ausflugsziele sind auch die umliegenden Seen, vor allem Loch Maree. Nordwestlich liegt das Biosphärenreservat des Beinn Eighe, östlich das große, kaum mit öffentlichen Straßen erschlossene Gebiet der Letterewe Wilderness. Zu den weiteren Zielen für Wanderer gehören vor allem die weiteren umliegenden Munros wie etwa der Slioch, der Liathach oder der A’ Mhaighdean. 
Aufgrund seiner verkehrsgünstigen Lage weist Kinlochewe eine vorwiegend an touristischen Anforderungen orientierte Infrastruktur auf. Der Ort besitzt eine der wenigen Tankstellen in weitem Umkreis, das seit etwa 1800 bestehende „Kinlochewe Hotel“, einen Campingplatz, verschiedene Bed and Breakfasts, ein Postamt sowie einen kleinen Supermarkt. Kinlochewe besitzt zwei Kirchen, eine der Free Church of Scotland und eine der Church of Scotland. Die Einwohnerzahl liegt bei etwas über 100 Menschen, nach dem Census 1991 wie auch dem von 2001 leben 107 Menschen im 41 Haushalten im Ort. Es bestehen Busverbindungen nach Gairloch, Dingwall und Inverness.